# فرانك كيني
فرانك كيني (بالإنجليزية: Frank Kenny)‏ هو لاعب كرة قدم أسترالية أسترالي، ولد في 9 أغسطس 1878 في ساوث ملبورن في أستراليا، وتوفي في 26 أبريل 1930 في ملبورن في أستراليا بسبب إصابة كليلة.

## وصلات خارجية
- فرانك كيني على موقع AustralianFootball.com (الإنجليزية)
- فرانك كيني على موقع AFLtables.com (الإنجليزية)